# Saint-André-d'Apchon
Saint-André-d'Apchon este o comună în departamentul Loire din sud-estul Franței. În 2009 avea o populație de 1.876 de locuitori.

## Evoluția populației
| An        | 1975  | 1982  | 1990  | 1999  | 2006  | 2009  |
| --------- | ----- | ----- | ----- | ----- | ----- | ----- |
| Populație | 1.347 | 1.699 | 1.720 | 1.741 | 1.843 | 1.876 |